# Liste der Bodendenkmale im Kreis Plön
In der Liste der Bodendenkmale im Kreis Plön sind die Bodendenkmale im schleswig-holsteinischen Kreis Plön nach dem Stand der Bodendenkmalliste des Archäologischen Landesamts Schleswig-Holstein von 2016 aufgelistet.
Die Kulturdenkmale sind in der Liste der Kulturdenkmale im Kreis Plön erfasst.

## Übersicht
| Gemeinde/ Stadt      | Bodendenkmalliste                                  | Wappen | Lage | Bild eines Bodendenkmals |
| -------------------- | -------------------------------------------------- | ------ | ---- | ------------------------ |
| Ascheberg (Holstein) | Liste der Bodendenkmale in Ascheberg (Holstein)    |        |      |                          |
| Barmissen            | Liste der Bodendenkmale in Barmissen               |        |      |                          |
| Barsbek              | Liste der Bodendenkmale in Barsbek                 |        |      |                          |
| Behrensdorf (Ostsee) | Liste der Bodendenkmale in Behrensdorf (Ostsee)    |        |      |                          |
| Belau                | Liste der Bodendenkmale in Belau                   |        |      |                          |
| Bendfeld             | Liste der Bodendenkmale in Bendfeld                |        |      |                          |
| Blekendorf           | Liste der Bodendenkmale in Blekendorf              |        |      |                          |
| Boksee               | Liste der Bodendenkmale in Boksee                  |        |      |                          |
| Bönebüttel           | Liste der Bodendenkmale in Bönebüttel              |        |      |                          |
| Bösdorf              | Liste der Bodendenkmale in Bösdorf (Holstein)      |        |      |                          |
| Bothkamp             | Liste der Bodendenkmale in Bothkamp                |        |      |                          |
| Brodersdorf          | Liste der Bodendenkmale in Brodersdorf             |        |      |                          |
| Dannau               | Liste der Bodendenkmale in Dannau                  |        |      |                          |
| Dersau               | Liste der Bodendenkmale in Dersau                  |        |      |                          |
| Dobersdorf           | Liste der Bodendenkmale in Dobersdorf              |        |      |                          |
| Dörnick              | Liste der Bodendenkmale in Dörnick                 |        |      |                          |
| Fahren               | Liste der Bodendenkmale in Fahren                  |        |      |                          |
| Fargau-Pratjau       | Liste der Bodendenkmale in Fargau-Pratjau          |        |      |                          |
| Fiefbergen           | Liste der Bodendenkmale in Fiefbergen              |        |      |                          |
| Giekau               | Liste der Bodendenkmale in Giekau                  |        |      |                          |
| Grebin               | Liste der Bodendenkmale in Grebin                  |        |      |                          |
| Großbarkau           | Liste der Bodendenkmale in Großbarkau              |        |      |                          |
| Großharrie           | Liste der Bodendenkmale in Großharrie              |        |      |                          |
| Heikendorf           | Liste der Bodendenkmale in Heikendorf              |        |      |                          |
| Helmstorf            | Liste der Bodendenkmale in Helmstorf               |        |      |                          |
| Högsdorf             | Liste der Bodendenkmale in Högsdorf                |        |      |                          |
| Hohenfelde           | Liste der Bodendenkmale in Hohenfelde (Kreis Plön) |        |      |                          |
| Höhndorf             | Liste der Bodendenkmale in Höhndorf                |        |      |                          |
| Hohwacht (Ostsee)    | Liste der Bodendenkmale in Hohwacht (Ostsee)       |        |      |                          |
| Honigsee             | Liste der Bodendenkmale in Honigsee                |        |      |                          |
| Kalübbe              | Liste der Bodendenkmale in Kalübbe                 |        |      |                          |
| Kirchbarkau          | Liste der Bodendenkmale in Kirchbarkau             |        |      |                          |
| Kirchnüchel          | Liste der Bodendenkmale in Kirchnüchel             |        |      |                          |
| Klamp                | Liste der Bodendenkmale in Klamp                   |        |      |                          |
| Klein Barkau         | Liste der Bodendenkmale in Klein Barkau            |        |      |                          |
| Kletkamp             | Liste der Bodendenkmale in Kletkamp                |        |      |                          |
| Köhn                 | Liste der Bodendenkmale in Köhn                    |        |      |                          |
| Krokau               | Liste der Bodendenkmale in Krokau                  |        |      |                          |
| Krummbek             | Liste der Bodendenkmale in Krummbek                |        |      |                          |
| Kühren               | Liste der Bodendenkmale in Kühren                  |        |      |                          |
| Laboe                | Liste der Bodendenkmale in Laboe                   |        |      |                          |
| Lammershagen         | Liste der Bodendenkmale in Lammershagen            |        |      |                          |
| Lebrade              | Liste der Bodendenkmale in Lebrade                 |        |      |                          |
| Lehmkuhlen           | Liste der Bodendenkmale in Lehmkuhlen              |        |      |                          |
| Löptin               | Liste der Bodendenkmale in Löptin                  |        |      |                          |
| Lütjenburg           | Liste der Bodendenkmale in Lütjenburg              |        |      |                          |
| Lutterbek            | Liste der Bodendenkmale in Lutterbek               |        |      |                          |
| Martensrade          | Liste der Bodendenkmale in Martensrade             |        |      |                          |
| Mönkeberg            | Liste der Bodendenkmale in Mönkeberg               |        |      |                          |
| Mucheln              | Liste der Bodendenkmale in Mucheln                 |        |      |                          |
| Nehmten              | Liste der Bodendenkmale in Nehmten                 |        |      |                          |
| Nettelsee            | Liste der Bodendenkmale in Nettelsee               |        |      |                          |
| Panker               | Liste der Bodendenkmale in Panker                  |        |      |                          |
| Passade              | Liste der Bodendenkmale in Passade                 |        |      |                          |
| Plön                 | Liste der Bodendenkmale in Plön                    |        |      |                          |
| Pohnsdorf            | Liste der Bodendenkmale in Pohnsdorf               |        |      |                          |
| Postfeld             | Liste der Bodendenkmale in Postfeld                |        |      |                          |
| Prasdorf             | Liste der Bodendenkmale in Prasdorf                |        |      |                          |
| Preetz               | Liste der Bodendenkmale in Preetz                  |        |      |                          |
| Probsteierhagen      | Liste der Bodendenkmale in Probsteierhagen         |        |      |                          |
| Rantzau              | Liste der Bodendenkmale in Rantzau (Gemeinde)      |        |      |                          |
| Rastorf              | Liste der Bodendenkmale in Rastorf                 |        |      |                          |
| Rathjensdorf         | Liste der Bodendenkmale in Rathjensdorf            |        |      |                          |
| Rendswühren          | Liste der Bodendenkmale in Rendswühren             |        |      |                          |
| Ruhwinkel            | Liste der Bodendenkmale in Ruhwinkel               |        |      |                          |
| Schellhorn           | Liste der Bodendenkmale in Schellhorn              |        |      |                          |
| Schillsdorf          | Liste der Bodendenkmale in Schillsdorf             |        |      |                          |
| Schlesen             | Liste der Bodendenkmale in Schlesen                |        |      |                          |
| Schönberg (Holstein) | Liste der Bodendenkmale in Schönberg (Holstein)    |        |      |                          |
| Schönkirchen         | Liste der Bodendenkmale in Schönkirchen            |        |      |                          |
| Schwartbuck          | Liste der Bodendenkmale in Schwartbuck             |        |      |                          |
| Schwentinental       | Liste der Bodendenkmale in Schwentinental          |        |      |                          |
| Selent               | Liste der Bodendenkmale in Selent                  |        |      |                          |
| Stakendorf           | Liste der Bodendenkmale in Stakendorf              |        |      |                          |
| Stein                | Liste der Bodendenkmale in Stein                   |        |      |                          |
| Stolpe               | Liste der Bodendenkmale in Stolpe (Holstein)       |        |      |                          |
| Stoltenberg          | Liste der Bodendenkmale in Stoltenberg             |        |      |                          |
| Tasdorf              | Liste der Bodendenkmale in Tasdorf                 |        |      |                          |
| Tröndel              | Liste der Bodendenkmale in Tröndel                 |        |      |                          |
| Wahlstorf            | Liste der Bodendenkmale in Wahlstorf (Holstein)    |        |      |                          |
| Wankendorf           | Liste der Bodendenkmale in Wankendorf              |        |      |                          |
| Warnau               | Liste der Bodendenkmale in Warnau                  |        |      |                          |
| Wendtorf             | Liste der Bodendenkmale in Wendtorf                |        |      |                          |
| Wisch                | Liste der Bodendenkmale in Wisch (Holstein)        |        |      |                          |
| Wittmoldt            | Liste der Bodendenkmale in Wittmoldt               |        |      |                          |